# 루테니족

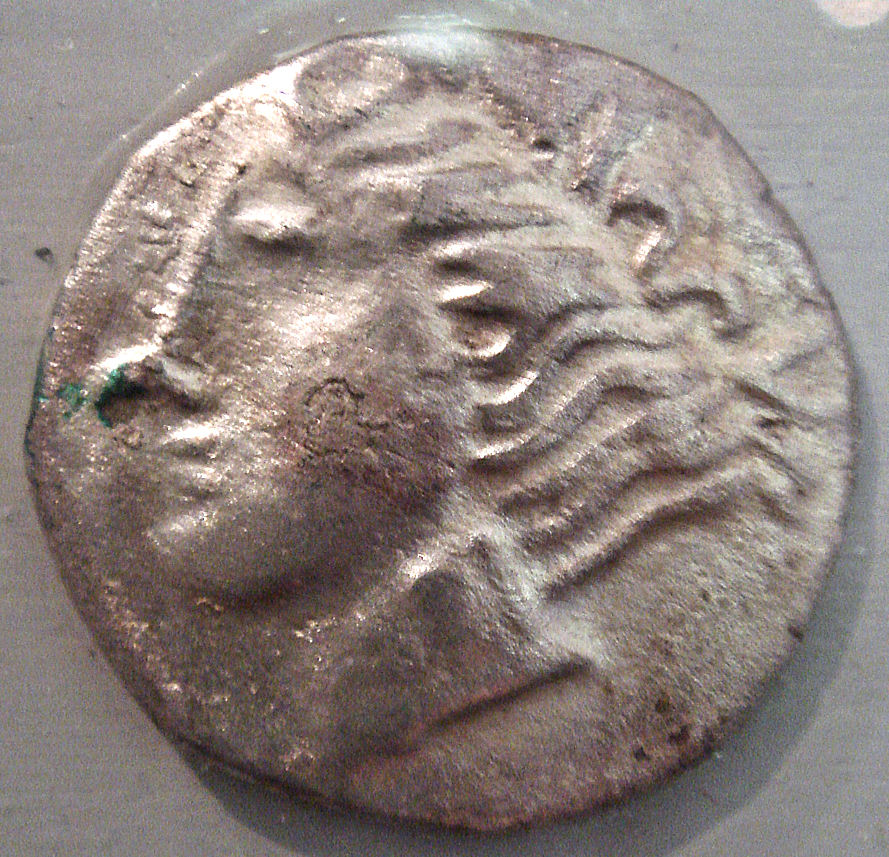
기원전 5-1세기 당시의 루테니족 동전

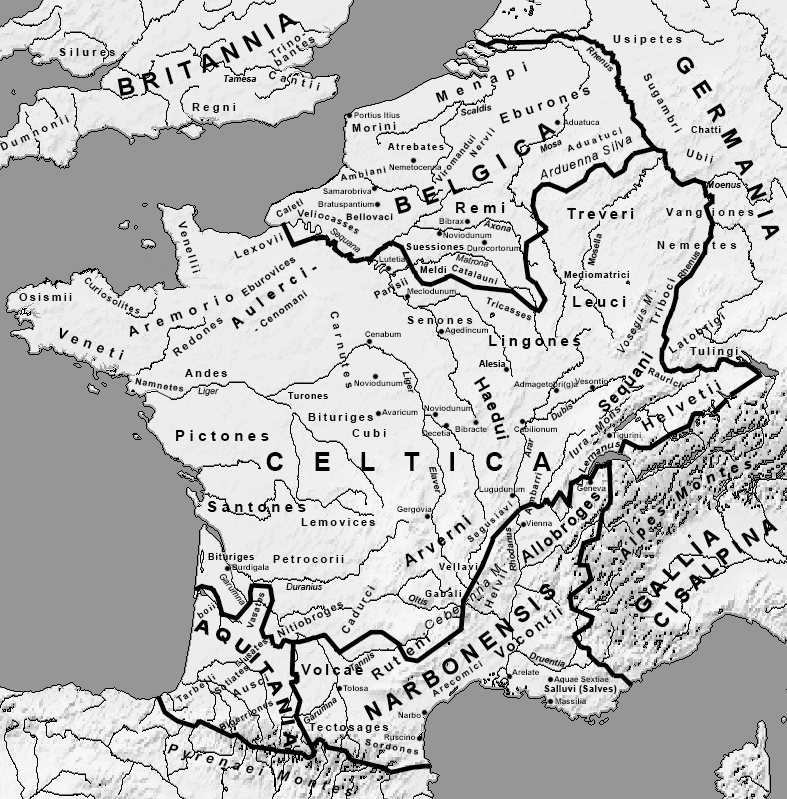
켈트 부족글의 대략적 위치를 나타내는 기원전 1세기의 갈리아 지도

루테니족 (Ruteni, "금발인들")은 갈리아의 부족이다. 이들은 오늘날 아베롱주에 거주했고, 납의 제작자들로 알려졌다.
이들이 거주했던 지역은 프랑스의 다른 데파르망들 보다 많은, 1,000개가 넘는 고인돌을 포함한 많은 선사시대 유적지가 있는 것으로 보아, 루테니족 거주 이전에도 사람들이 살았다.